# Wayne Connelly
Wayne Francis Connelly (Kanada, Québec, Rouyn-Noranda, 1939. december 16. –) profi jégkorongozó.

## Karrier
Komolyabb junior karrierjét az OHA-s Kitchener Canucksban kezdte 1955-ben. 1956–1960 között a Peterborough Petesben játszott és a legjobb idényében 90 pontot szerzett. 1959–1960-ban az EPHL-es Montréal Royalsba került és a következő szezon döntő többségét is játszotta de meghívást kapott az NHL-es Montréal Canadiensbe három mérkőzés erejéig. 1961–1962-ben az EPHL-es Hull-Ottawa Canadiensben játszott majd ismét felkerült az NHL-be a Boston Bruinsba. A következő szezonban az EPHL-es Kingston Frontenacsben és Bruins szerepelt. 1963–1964-ben a WHL-es San Francisco Sealsben és a Bruinsban szerezte a pontokat. 1964–1966 között a San Francisco Sealsben játszott. A következő bajnoki idényben csak a Boston Bruinsban játszott. 1967-ben az NHL bővétésnek köszönhetően újabb csapatok alakultak, és ő az egyik ilyen új csapatba került: a Minnesota North Starsba. Ebben a csapatban 1967–1969 között szerepelt. 1969–1971 között a Detroit Red Wings játékoskeretét erősítette. 1971-ben a St. Louis Bluesban játszott. 1971–1972-ben a Vancouver Canucksba került. 1972–1975 között a WHA-s Minnesota Fighting Saintsben szerezte a gólokat.A következő szezonban a szintén WHL-s Cleveland Crusadersben és a Minnesota Fighting Saintsben játszott. 1976–1977-ben a Calgary Cowboysban, és az akkor még WHA-s Edmonton Oilersben szerepelt. A szezon végén visszavonult.